# Christiane Riedel

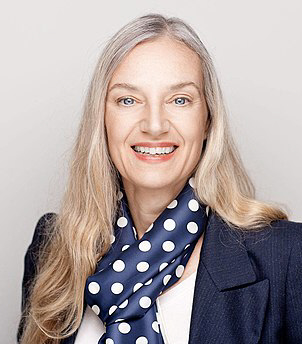
Christiane Riedel (2019)

Christiane Riedel (* 7. Oktober 1962 in Karlsruhe) ist Vorstand der Crespo Foundation in Frankfurt am Main.

## Leben
Christiane Riedel studierte Kunstgeschichte, Architekturgeschichte und Literaturwissenschaften mit Schwerpunkt „Kunst des 20. Jahrhunderts bis zur Gegenwart“ an der Universität Karlsruhe (TH) und der Universität Hamburg.
Sie war ab 1992 Geschäftsführerin des Deutschen Werkbunds Baden-Württemberg. 1997 übernahm sie die Geschäftsführung des Niedersächsischen Forschungsverbunds für Frauen- und Geschlechterforschung in Naturwissenschaften, Technik und Medizin (NFFG), einer Forschungsfördereinrichtung des Landes Niedersachsen zur Stärkung von interdisziplinärer Forschung und Gender Studies mit Sitz an der Leibniz Universität Hannover.
Von 2002 an war Christiane Riedel Geschäftsführerin, ab 2017 dann geschäftsführender Vorstand des Zentrums für Kunst und Medien (ZKM) in Karlsruhe. gemeinsam mit dem künstlerisch-wissenschaftlichen Vorstand Peter Weibel.
Daneben lehrte sie seit 2009 an der Karlshochschule International University im Studiengang Kunst- und Kulturmanagement, seit 2012 ist sie Honorarprofessorin. Seit 2015 war sie Mitglied des Hochschulrats der Staatlichen Hochschule für Gestaltung Karlsruhe, seit 2016 Vorsitzende des Hochschulrats.
2020 wechselte sie in den Vorstand der Crespo Foundation in Frankfurt am Main.

## Schriften
- Sasha Waltz: Objekte, Installationen, Performances; [28. September 2013 – 2. Februar 2014, ZKM, Zentrum für Kunst und Medientechnologie Karlsruhe] / ZKM Karlsruhe. Hg. Christiane Riedel, Ostfildern 2014, ISBN 978-3775738002
- Riedel, Christiane: The Science of Culture Economy. The example Karlsruhe and the ZKM | Center for Art and Media. in: Ricarda Merkwitz (Hg.) „Destination Marketing. Increasing MICE Tourism by using ART“, Documentation ACEEPT Conference 2009, Lindemann, Offenbach 2009
- Riedel, Christiane: Im gefühlten Patriarchat. In Friederike Gierst (Hg.) unter Mitw. von Julia Rothhaas: Herrschaftszeiten. Vom Leben unter Männern. Köln: Dumont, 2009, ISBN  978-3832195212
- Riedel, Christiane: Der Forschungsverbund für Frauen-/ Geschlechterforschung in Naturwissenschaft, Technik und Medizin NFFG: ein Pilotprojekt zur Institutionalisierung von Frauenforschung. In: Zeitschrift für Frauenforschung und Geschlechterstudien, Jg. 18, 2012, 1, S. 153–160.
- Niedersächsischer Forschungsverbund für Frauen- und Geschlechterforschung in Naturwissenschaften, Technik und Medizin: Dokumentation Forschungsprojekte 1. bis 3. Förderrunde 1997–2001; Wissenschaftliche Reihe NFFG, Bd. 1; Ursula Paravicini, Christiane Riedel (Hg.), Hannover 2002
- Willi Müller-Hufschmidt: 1890–1966; zwei Ausstellungen zum 100. Geburtstag; [Museum der Stadt Ettlingen, Schloss „Bilder der Neuen Sachlichkeit und abstraktes Spätwerk“ vom 3. November bis 31. Dezember 1990; Galerie des Bezirksverbandes Bildender Künstler „Zeichnungen der 40er Jahre“ vom 4. November bis 2. Dezember 1990] / Christiane Riedel; Jürgen Thimme. Mit einem Beitrag von Klaus Gallwitz, Karlsruhe 1989

## Vorträge
- „Lichtkunst und Mapping“ bei Genius Loci, 12. August 2017, Weimar
- „Creating Art to Promote Togetherness“ bei HORASIS Global Meeting „Building Togetherness“, 29. Mai 2017, Cascais, Portugal
- „The Future of Technology“ beim HORASIS Global Meeting, Liverpool, Großbritannien, 14. Juni 2016
- „Da Idade Da Máquina e Da Matéria à Idade Da Multimídia e Dos Dados“ (Vom Maschinenzeitalter und der Materie zum Multimedia- und Datenzeitalter) bei Encontro Internacional Cultura E Tecnologias Digitais „Tecnologias digitais e as transformações cotidianas“,SESC Vila Mariana, 2014, São Paulo, Brasilien
- Vortrag bei IMDA International Marketplace for Digital Arts/ELEKTRA 14, Centre PHI, 2013, Montréal, Kanada
- Vortrag bei AVICOM Kongress und Preisverleihung für „SoundArt“, 2012, Montréal, Kanada
- „Global Art and the Museum“ in der Konferenz: „La norme et les marges: les musèe cloisonne-t-il?“ im Rahmen der Ausstellung: „Jean-Marie Gustave Le Clézio, grand invité du Louvre“ Louvre, 2011, Paris, Frankreich
- „Paradigm Shift and the Challenges of Conservation in New Media Age“ in der Konferenz: „New Media in Art & Industrie“ Art Taipei Forum „Intellect Art & Creative Business“. Art Taipei Forum Taiwan, 2011, Taipei
- „The Museum as Place of Creativity“ bei „Créativité, Science et Citès“, 2010, Vitra, Weil am Rhein
- Vortrag bei 5th International Conference of Museum Digital Image Management in China, 2010, Guangdong Museum Of Art, Guangzhou (Chongqing)
- Podiumsdiskussion „Amazonas – Music theater in three parts“, SESC Pompéia, 2010, São Paulo